# سیریل هلگوالش
سیریل هلگوالش (انگلیسی: Cyrille L'Helgoualch؛ زادهٔ ۲۵ سپتامبر ۱۹۷۰) بازیکن فوتبال اهل فرانسه است.
از باشگاه‌هایی که در آن بازی کرده‌است می‌توان به باشگاه فوتبال آنژه، باشگاه فوتبال رن، و باشگاه فوتبال لو مان اشاره کرد.